# 美女缶
『美女缶』（びじょかん）は、2003年に公開された筧昌也監督の短編日本映画。併映は短編『ロス：タイム：ライフ』『ハリコマレ！』。
第14回ゆうばり国際映画祭グランプリやぴあフィルムフェスティバルPFFアワード入選など高い評価を得ている。
2005年には、フジテレビ系列のテレビドラマ『世にも奇妙な物語 春の特別編』の一編としてセルフリメイクされた。妄想を物語にしたような1本であり、奥深いストーリーが展開される印象深い作品となっている。

## ストーリー
彼女との同棲を終わらせて新しい部屋に引っ越してきた健太郎は、隣に住む富岡の部屋から毎朝違う美女が出てくるのが気になり、部屋に忍び込み「美女缶」という缶詰を見つけて盗んでしまう。
試しに付録のDVDを見て美女缶で少女を作り出した健太郎は、最初はどういう風に接していいか分からなかったが、接していくうちに少女を心から想うようになっていく。だが、美女缶には「品質保存期間」というものが存在し、その期間が過ぎると少女は自動的に自分の前から姿が消えてしまうという酷な事実を、健太郎は知る。
少女と残り少ない日々を過ごす中で、少女はある日、自身が作られた製品であったことを知ってしまい、衝動的に部屋を飛び出す。少女を探しに行こうとする健太郎の元へは、出張していた彼女が戻ってくる。健太郎は少女のことを忘れ、元の彼女と暮らそうと考えるが、やはり少女のことが気になって出かけようとする。服を着替える健太郎の背中には、少女の体同様「品質保存期間」の期日が刻まれていた。そして雨の中、健太郎は少女を見つけてプレゼントを渡そうとするが、その直後に自身も少女と同じ製品であることを知らぬまま、消滅の時間を迎える。

## 映画

### キャスト
- 大町健太郎：藤川俊生
- 美知川ユキ：吉居亜希子
- マリ：木村文
- 隣人の富岡：小沢喬

### スタッフ
- 監督：筧昌也
- 脚本：筧昌也
- 脚本協力：小林雄次

### 受賞
- 2003年ゆうばり国際ファンタスティック映画祭オフシアター部門グランプリ[4]
- 2003年みちのく国際ミステリー映画祭角川オフシアター・コンペティション部門グランプリ[5]
- 2003年ぴあフィルムフェスティバルPFFアワード[6]

## ドラマ
世にも奇妙な物語 〜2005春の特別編〜『美女缶』（2005年4月12日、フジテレビ系列）。

### キャスト
- 内尾雄太：妻夫木聡
- 藤川サキ：臼田あさ美
- 毛利春子：唯野未歩子
- 冨岡冨士夫：小沢喬
- 美女：池田香織
- 配達員：小花幸彦
- HOWtoビデオ女性モデル：伊藤美希
- ナターシャ：Laura
- ルーシー：Lucie
- サキ設定ビデオプレイボーイ：Gregory
- HOWtoビデオ男性ナレーター：半田雅和
- HOWtoビデオ女性ナレーター：林田麻里

### スタッフ
- 演出・脚本：筧昌也
- 脚本協力：小林雄次

## 漫画
講談社の「週刊少年マガジン」2015年51号（11月18日発売）に、志水アキによる読み切り漫画が掲載された。『世にも奇妙な物語』の放送25周年を記念したもので、ドラマ版とは設定がいくつか変更されている。